# Wolfram von Richthofen (Politiker)

Wolfram von Richthofen als Göttinger Sachse, 1879

Wolfram von Richthofen (* 23. Oktober 1856 in Barzdorf, Kreis Striegau; † 13. Januar 1922 in Breslau) war ein preußischer Großagrarier und Politiker.

## Leben

### Herkunft
Karl Friedrich Wolfram Freiherr von Richthofen entstammte der Barzdorfer-Kohlhöher Linie seiner ursprünglich bürgerlichen, 1661 in den böhmischen Ritterstand, 1735 und 1741 in den Freiherrnstand erhobenen Familie. Er wurde geboren als Sohn des Kgl. preuß. Kreisrichters Ulrich Freiherr von Richthofen (1814–1878), Herrn auf Barzdorf, Mittel- und Nieder-Gutschdorf und Thomaswalde (Kreis Striegau), Ober-Faulbrück und Neudorf (Kreis Reichenbach), und Bersdorf (Kreis Jauer) und der Sophie von Grolman (1821–1901), einer Tochter des preußischen Generals Karl von Grolman (1777–1843).

### Werdegang
Wolfram von Richthofen studierte in Göttingen und wurde dort Mitglied des Corps Saxonia. Später war er Kgl. preußischer Kammerherr. Da ihm zwei große Güter in Schlesien gehörten (Barzdorf und Järischau, Kreis Striegau), wurde er nicht, wie sonst in adligen Familien üblich, Offizier, sondern Landwirt. Er bewirtschaftete seine Güter selbst und wurde von seinen Standesgenossen als deren Vertreter in das Preußische Herrenhaus entsandt.

### Familie
Er war seit dem 28. September 1889 mit Therese Götz von Olenhusen (1862–1948) verheiratet. Der Ehe entsprossen mehrere Kinder, darunter die Tochter Fitese (1891–1971), die den Gutsbesitzer Alfred von Wietersheim-Neuhof ehelichte. Das Ehepaar hatte auch drei Söhne, den späteren Generalfeldmarschall Wolfram (Ulf) von Richthofen, welcher von seinem älteren Bruder Manfred von Richthofen adoptiert wurde, den Gutserben auf Barzdorf Pet von Richtofen (1898–1944) und Gert von Richtofen (1902–1956), der mit seiner Familie die Pflantage Quilenda in Angola betreute.